# Caleb Smith
Pour le politicien américain, voir Caleb Blood Smith.
Caleb Anthony Smith (né le 28 juillet 1991 à Huntsville, Texas, États-Unis) est un lanceur gaucher des Yankees de New York de la Ligue majeure de baseball.

## Carrière
Joueur des Bearkats de l'université d'État Sam Houston, Caleb Smith est choisi par les Yankees de New York au 14e tour de sélection du repêchage de 2013. Il commence sa carrière professionnelle dès 2013 en ligues mineures et, avec des clubs affiliés aux Yankees, est surtout lanceur partant.
Caleb Smith fait ses débuts dans le baseball majeur avec les Yankees de New York le 17 juillet 2017 comme lanceur de relève et accorde deux points en trois manches lancées, encaissant la défaite face aux Twins du Minnesota.